# 寺崎浩
寺崎 浩（てらざき ひろし、1904年3月22日 - 1980年12月10日）は、日本の小説家、詩人。

## 来歴
岩手県盛岡市生まれ。父は検事。早稲田大学仏文科中退。1926年、同級の田畑修一郎、火野葦平らと同人誌『街』を創刊。西條八十に師事し、佐伯孝夫らと詩誌『棕櫚の葉』を創刊。のち横光利一に師事。
1935年、文壇デビューを果たし以後は小説を中心に執筆。1936年、徳田秋声の娘喜代と結婚。1941年、報道班員としてマレーに赴く。
戦後は中間小説を多く書いた。代表作に短編集『祝典』、長編『情熱』、詩集『落葉に描いた組曲』など。『からたちの花』は山田耕筰の伝記小説である。墓所はさいたま市思い出の里市営霊園。

## 著書
- 祝典 双雅房 1936
- 横丁図面 版画荘 1937 (版画荘文庫)
- 大陸の祭典 日本文学社 1939
- 愛の出発 今日の問題社 1940
- 女人心情 通文閣 1940
- 愛の倫理 人文書院 1940
- 交響楽 中央公論社 1941(新作長篇叢書)
- 旅人の歌 人文書院 1941
- 山脈 竹村書房 1941
- 花火 報国社 1942
- 春の記章 秩父書房 1942
- 我ら力あれば 墨水書房 1942
- 家族 実業之日本社 1943
- 私たちのある限り 井伏鱒二共著 大東亞出版 1944.7
- 火樹ひらく 新太陽社 1945
- 代償 実業之日本社 1947
- 青春の呼吸 晃文社 1947
- 都会の激流 京都印書館 1948
- アヴェ・マリア 東方社 1949
- 愛欲の橋 清文堂書店 1949
- 別離の時 六興出版社 1950
- 愛憎の初夜 北辰堂 1951
- 接触 北辰堂 1954
- さまざまなる結婚 女性のために 北辰堂 1955
- 真昼の乳房 北辰堂 1956
- 真紅の街かど 北辰堂 1956
- 銀座は雨にぬれて 東方社 1957
- 情婦 芸文書院 1957
- 女性のための結婚 恋愛から結婚の法律まで 北辰堂 1958
- 女の港 講談社 1958 (ロマン・ブックス)
- 銀座九丁 文芸評論新社 1959
- 肌は匂っていた 講談社 1959 (ロマン・ブックス)
- 音楽家 随想的音楽家論 音楽之友社 1959
- 結婚・恋愛 恋愛から結婚の法律まで 北辰堂 1960
- 情熱 新潮社 1963
- 授業終わり 秋元書房 1964
- 十七才の日記 秋元書房 1965
- 乳房 光風社 1965
- 青の時 現代書房 1965
- 落葉に描いた組曲 詩集 昭森社 1968
- からたちの花 小説山田耕筰 読売新聞社 1970
- 遥かなる漂流 光風社書店 1972
- 戦争の横顔 陸軍報道班員記 太平出版社 1974
- ある回帰 蝸牛社 1978.3